# Aurichalcyt
Aurichalcyt, a także aurychalcyt (z łac. aurum 'złoto' i gr. χαλκός 'miedź, brąz') – minerał z gromady węglanów. Chemicznie jest zasadowym węglanem cynku i miedzi. 

## Właściwości
Krystalizuje w układzie rombowym. Posiada kryształy o pokroju igiełkowym, płytkowym lub łuskowym. Występuje w skupieniach ziarnistych, zbitych, nerkowych, groniastych, krzaczastych, promienistych, igiełkowych, skorupowych, płytkowych, sferolitycznych, wiązkowych i rozetkowych; także w formie szczotek. Jest minerałem kruchym, przezroczystym lub przeświecającym. Posiada perłowy bądź jedwabisty połysk. 

## Występowanie
Powstaje w strefie utleniania kruszców (siarczków) miedzi oraz cynku (jako minerał wtórny), gdzie krystalizuje z roztworów bogatych w węglany. Towarzyszą mu hydrocynkit, limonit, smithsonit, rosasyt, duftyt, kalcyt, adamin, cerusyt i hemimorfit. 

## Miejsce występowania
Jest minerałem rzadkim. Występuje przede wszystkim we Francji, Grecji, Rumunii, Meksyk, Namibia, Iran, Rosja, Japonia, Kongo, Niemczech, Austrii, Włoszech, Wielkiej Brytanii, Hiszpanii i Stanach Zjednoczonych. 
W Polsce w kopalni dolomitu koło wsi Rędziny. 